# 後藤淑
後藤 淑（ごとう はじめ、1924年9月26日 - 2010年1月）は、日本演劇研究者、昭和女子大学名誉教授。

## 経歴
愛知県生まれ。1946年旧制早稲田大学文学部演劇学科卒。1976年「能楽の起源」で日本演劇学会河竹賞受賞。1977年「能楽の起源」で早稲田大学文学博士。昭和女子大学教授、同女性文化研究所所長、同特任教授、同名誉教授。

## 著書
- 『中世的芸能の展開』明善堂書店 1959
- 『日本芸能史入門』社会思想社 現代教養文庫 1964
- 『能面史研究序説』明善堂書店 1964
- 『能の形成と世阿弥』木耳社 1966
- 『民間の仮面』木耳社 1969
- 『古能』萩原秀三郎写真 河出書房新社 1970
- 『能楽の起源』木耳社 1975
- 『能と日本文化』木耳社 1980
- 『続・能楽の起源』木耳社 1981
- 『中世仮面の歴史的・民俗学的研究 能楽史に関連して』多賀出版 1987
- 『日本の古面』木耳社 オリエントブックス 1989
- 『能の形成と世阿弥』木耳社 オリエントブックス 1989
- 『民間仮面史の基礎的研究 日本芸能史と関連して』錦正社 1995

## 編共著
- 『民間の古面』解説 萩原秀三郎写真 芳賀書店 芳賀芸術叢書 1975
- 『能面 その世界の内と外』戸井田道三共著 実業之日本社 有楽選書 1977
- 『謡曲百番 元和卯月本』共編 笠間書院 笠間選書 1977
- 『祭りと芸能の旅 3 東海・北陸』田中義広共編 ぎょうせい 1978
- 『中世芸能資料集』西一祥、松田存共編著 錦正社 1979
- 『日本の祭り 4 東海』編著 講談社 1983
- 『双書フォークロアの視点 仮面』編 岩崎美術社 1988
- 『双書フォークロアの視点 遊行芸能』編 岩崎美術社 1989
- 『中国少数民族の仮面劇』広田律子共編著 木耳社 1991

## 参考
- 『民間仮面史の基礎的研究』著者紹介